# 多寶塔碑

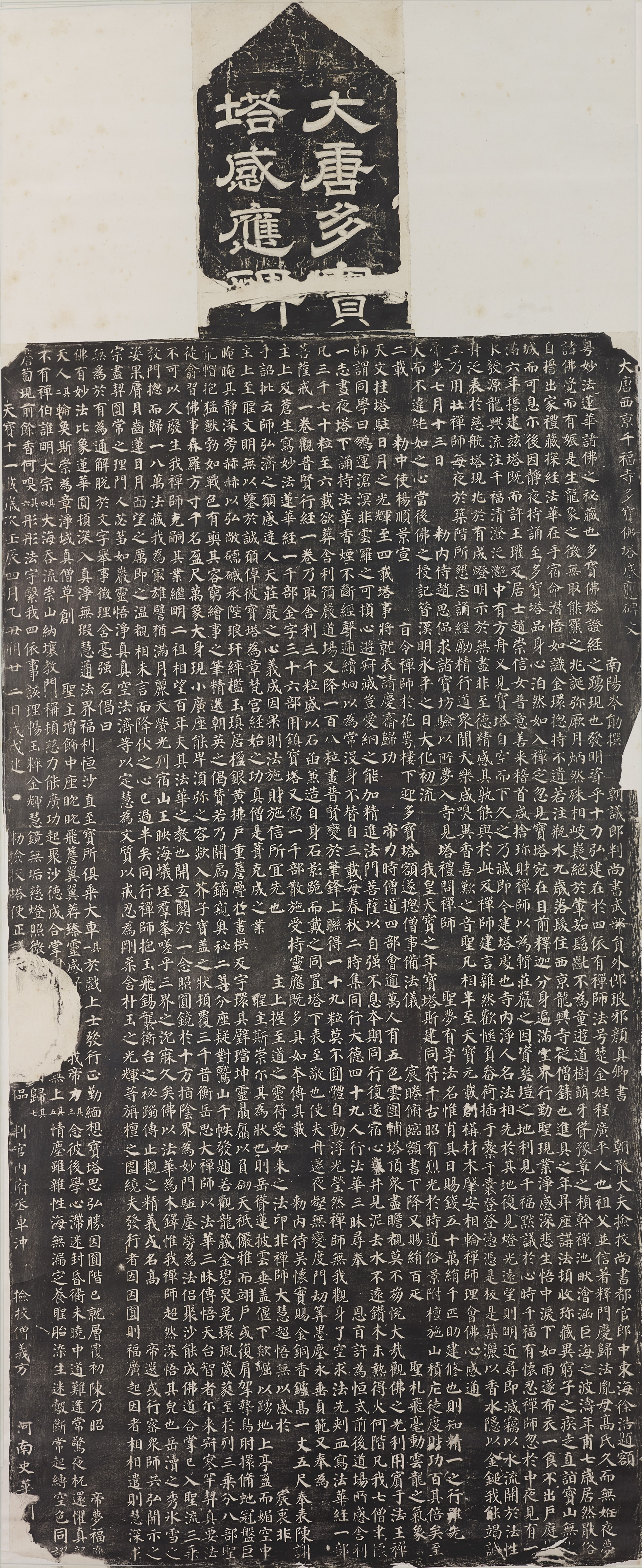
清中晚期整拓

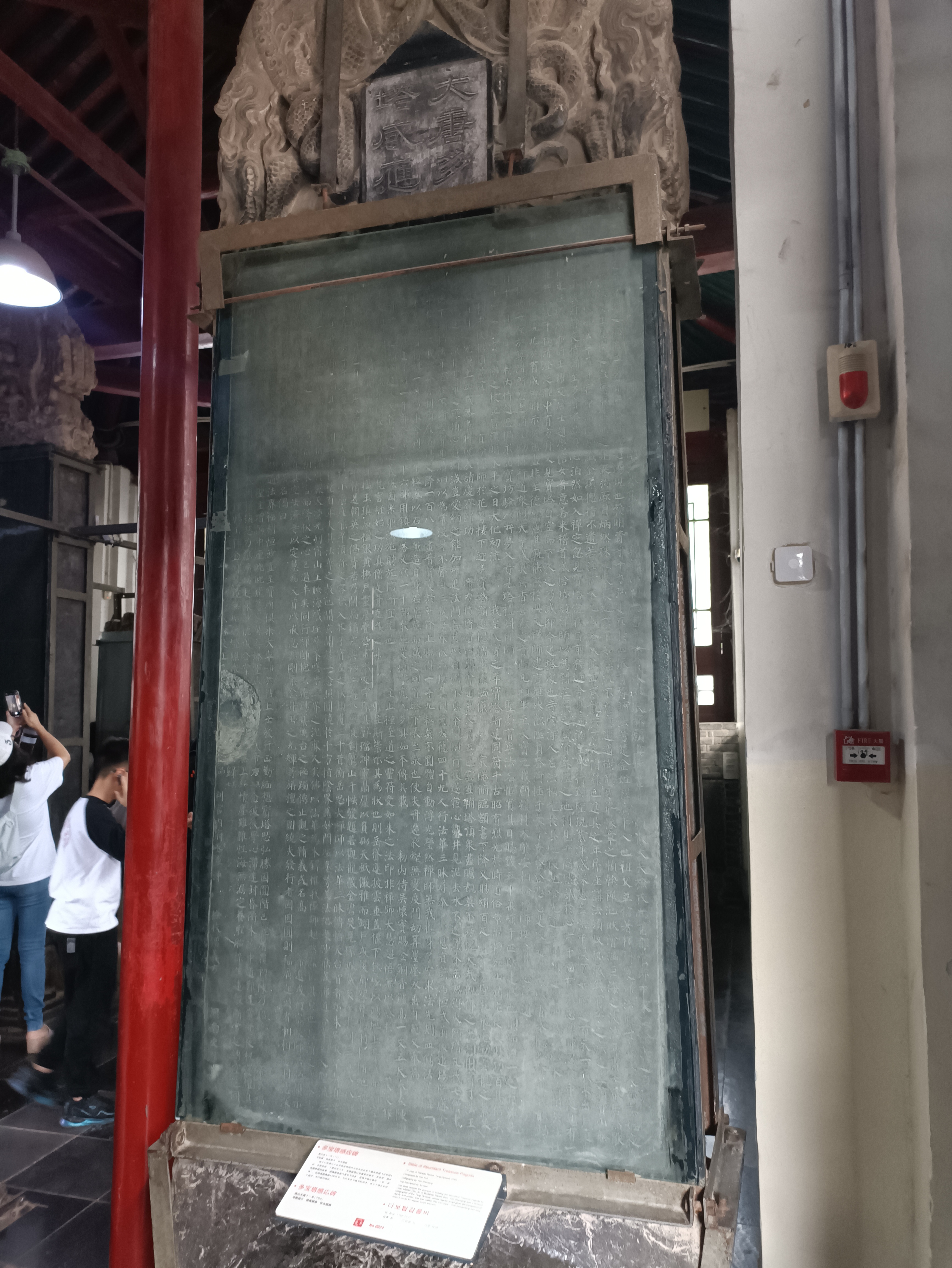
多宝塔碑

《多宝塔碑》是唐代重要碑刻，是书法中楷书代表作品。此碑是颜真卿书，是为颜真卿早期楷书代表作品，也是颜体书法的代表帖。
《多寶塔碑》，又稱作《多寶塔感應碑》，全稱為《大唐西京千福寺多寶塔感應碑》，《多寶塔碑》立於唐玄宗天寶十一年（752年）四月二十日，該年顏真卿正值四十四歲，擔任朝議郎尚書，奉旨書寫此碑。《多寶塔碑》的碑文共有三十四行，滿行有六十六個字，全文兩千多字，由相門後裔南陽岑勳撰文，越州徐浩以隸書题額，河南史華刻字。石碑記述唐朝時楚金禪師和唐玄宗李隆基的感應事蹟。楚金禪師于一日誦讀《法華經》時，忽感身心泊然，如入禪定 。見到寶塔猶現其前。楚金禪師深受感動，於是發心閉關六年決定修建寶塔。原塔于千福寺內，于清末同治陝甘回亂時被回民燒毀。碑體總高285公分，寬度102公分，唐朝時立碑於長安安定坊千福寺，宋代時移到西安碑林，清朝康熙年間碑體折斷，現收藏於西安碑林博物馆，屬於國寶級文物。

## 碑文
大唐西京千福寺多寶佛塔感應碑文
南陽岑勛撰
朝議郎判尚書武部員外郎琅邪顏真卿書
朝散大夫檢校尚書都官郎中東海徐浩題額
粵妙法蓮華，諸佛之祕藏也；多寶佛塔，證經之踴現也。發明資乎十力，弘建在於四依。有禪師法號楚金，姓程，廣平人也。祖父並信著釋門，慶歸法胤。母高氏，久而無姙，夜夢諸佛，覺而有娠。是生龍象之徵，無取熊羆之兆。誕弥厥月，炳然殊相，岐嶷絕於葷茹，髫齔不為童遊。道樹萌牙，聳豫章之楨幹；禪池畎澮，涵巨海之波濤。年甫七歲，居然猒俗，自誓出家，禮藏探經，法華在手。宿命潛悟，如識金環；摠持不遺，若注瓶水。九歲落髮，住西京龍興寺，從僧籙也。進具之年，昇座講法。頓收珍藏，異窮子之疾走；直詣寶山，無化城而可息。爾後因靜夜持誦，至《多寶塔品》，身心泊然，如入禪定，忽見寶塔，宛在目前。釋迦分身，遍滿空界，行勤聖現，業淨感深。悲生悟中，淚下如雨，遂布衣一食，不出戶庭，期滿六年，誓建茲塔。既而許王瓘及居士趙崇、信女普意善來稽首，咸舍珍財。禪師以為輯莊嚴之因，資爽塏之地，利見千福，默議於心。時千福有懷忍禪師，忽於中夜，見有一水發源龍興，流注千福，清澄泛灩，中有方舟。又見寶塔自空而下，久之乃滅，即今建塔處也。寺內淨人名法相，先於其地，復見燈光，遠望則朙，近尋即滅。竊以水流開於法性，舟泛表於慈航，塔現兆於有成，燈明示於無盡，非至德精感，其孰能與於此？及禪師建言，雜然歡愜，負畚荷插，於櫜於囊，登登憑憑，是板是築。灑以香水，隱以金鎚，我能竭誠，工乃用壯。禪師每夜於築階所，懇志誦經，勵精行道，眾聞天樂，咸嗅異香，喜歎之音，聖凡相半。至天寶元載，創構材木，肇安相輪。禪師理會佛心，感通帝夢。七月十三日，敕內侍趙思偘求諸寶坊，驗以所夢。入寺見塔，禮問禪師，聖夢有孚，法名惟肖。其日賜錢五十萬、絹千匹，助建修也。則知精一之行，雖先天而不違；純如之心，當後佛之授記。昔漢明永平之日，大化初流；我皇天寶之年，寶塔斯建。同符千古，昭有烈光。於時道俗景附，檀施山積，庀徒度財，功百其倍矣。至二載，敕中使楊順景宣旨，令禪師於花萼樓下迎多寶塔額。遂摠僧事，備法儀，宸睠俯臨，額書下降。又賜絹百疋。聖札飛毫，動雲龍之氣象；天文挂塔，駐日月之光輝。至四載，塔事將就，表請慶齋，歸功帝力。時僧道四部，會逾萬人。有五色雲，團輔塔頂，眾盡瞻覩，莫不崩悅。大哉觀佛之光，利用賓於法王。禪師謂同學曰：「鵬運滄溟，非雲羅之可頓；心遊寂滅，豈愛網之能加？精進法門，菩薩以自強不息。本期同行，復遂宿心。鑿井見泥，去水不遠；鑽木未熱，得火何階？凡我七僧，聿懷一志，晝夜塔下，誦持法華。香煙不斷，經聲遞續，炯以為常，沒身不替。」自三載每春秋二時，集同行大德四十九人，行法華三昧。尋奉恩旨，許為恒式。前後道場所感舍利凡三千七十粒。至六載，欲葬舍利，豫嚴道場又降一百八粒，畫普賢變，於筆鋒上聯得一十九粒。莫不圓體自動，浮光瑩然。禪師無我觀身，了空求法，先刺血寫《法華經》一部、《菩薩戒》一卷、《觀普賢行經》一卷，乃取舍利三千粒，盛以石函，兼造自身石影，跪而戴之，同置塔下，表至敬也。使夫舟遷夜壑，無變度門，劫算墨塵，永垂貞範。又奉為主上及蒼生寫《妙法蓮華經》一千部、金字三十六部，用鎮寶塔。又寫一千部，散施受持。靈應既多，具如本傳。其載敕內侍吳懷實賜金銅香爐高一丈五尺，奉表陳謝。手詔批云：「師弘濟之願，感達人天；莊嚴之心，義成因果。」則法施財施，信所宜先也。主上握至道之靈符，受如來之法印。非禪師大慧超悟，無以感於宸衷；非主上至聖文明，無以鑒於誠願。倬彼寶塔，為章梵宮。經始之功，真僧是葺；克成之業，聖主斯崇。爾其為狀也，則岳聳蓮披，雲垂盖偃。下欻崛以踴地，上亭盈而媚空，中晻晻其靜深，旁赫赫以弘敞。礝磩承陛，琅玕綷檻，玉瑱居楹，銀黃拂戶。重簷疊於畫栱，反宇環其璧璫，坤靈贔屭以負砌，天祇儼雅而翊戶。或復肩挐鷙鳥，肘擐修蛇，冠盤巨龍，帽抱猛獸。勃如戰色，有奭其容，窮繪事之筆精，選朝英之偈贊。若乃開扃鐍，窺奧秘，二尊分座，疑對鷲山；千帙發題，若觀龍藏。金碧炅晃，環珮葳蕤。至於列三乘，分八部，聖徒翕習，佛事森羅。方寸千名，盈尺萬象；大身現小，廣座能卑。須彌之容，欻入芥子；寶盖之狀，頓覆三千。昔衡岳思大禪師，以法華三昧，傳悟天台智者，爾来寂寥，罕契真要。法不可以久廢，生我禪師，克嗣其業，繼明二祖，相望百年。夫其法華之教也，開玄關於一念，照圓鏡於十方，指陰界為妙門，駈塵勞為法侶。聚沙能成佛道，合掌已入聖流。三乘教門，摠而歸一；八萬法藏，我為最雄。譬猶滿月麗天，螢光列宿，山王映海，蟻垤群峰。嗟乎！三界之沈寐久矣。佛以法華為木鐸，惟我禪師，超然深悟。其貌也，岳瀆之秀，冰雪之姿，果唇貝齒，蓮目月面。望之厲，即之溫，睹相未言，而降伏之心已過半矣。同行禪師，抱玉飛錫，襲衡台之秘躅，傳止觀之精義。或名高帝選，或行密眾師，共弘開示之宗，盡契圓常之理。門人苾菡、如巖、靈悟、淨真、真空、法濟等，以定慧為文質，以戒忍為剛柔，含朴玉之光輝，等旃檀之圍繞。夫發行者因，因圓則福廣；起因者相，相遣則慧深。求無為於有為，通解脫於文字，舉事徵理，含毫強名。偈曰：佛有妙法，比象蓮花。圓頓深入，真淨無瑕。慧通法界，福利恒沙。直至寶所，俱乘大車。（其一）於戲上士，發行正勤。緬想寶塔，思弘勝因。圓階已就，層覆初陳。乃昭帝夢，福應天人。（其二）輪奐斯崇，為章淨域。真僧草創，聖主增飾。中座眈眈，飛簷翼翼。荐臻靈感，歸我帝力。（其三）念彼後學，心滯迷封。昏衢未曉，中道難逢。常驚夜杌，還懼真龍。不有禪伯，誰朙大宗？（其四）大海吞流，崇山納壤。教門稱頓，慈力能廣。功起聚沙，德成合掌。開佛知見，法為無上。（其五）情塵雖雜，性海無漏。定養聖胎，染生迷鷇。斷常起縛，空色同謬。薝蔔現前，餘香何嗅？（其六）彤彤法宇，繄我四依。事該理暢，玉粹金輝。慧鏡無垢，慈燈照微。空王可托，本顧同歸。（其七）

## 拓本
- 東京國立博物館藏汪志伊本《多寶塔碑》北宋拓本，「鑿井見泥」之「鑿」字未損[6]
- 華東師範大學圖書館藏徐用錫本《多寶塔碑》北宋拓本，「鑿」字未損[7]
- 故宮博物院藏懋勤殿本《多寶塔碑》北宋拓本，「鑿」字未損
- 蘇州博物館藏顧氏過雲樓本《多寶塔碑》北宋拓本，「鑿」字未損
- 故宫博物院藏，《千福寺多寶塔感應碑》明拓本，「鑿」字已損[8]
- 《唐顏真卿多寶塔碑》宋拓本[9]
- 《多寶塔碑》明中期拓本
- 《多寶塔碑》清初拓本
- 《多寶塔碑》乾嘉拓本

## 歷代評論
- 明朝的王世貞在《藝苑卮言》[10]說：「《多寶佛塔》結法尤整密，但貴在藏鋒，小遠大雅，不無佐史之恨耳。」
- 明朝的盛時泰在《蒼潤軒碑跋》[11]說到：「魯公書《多寶佛塔碑》最窘束，而世人最喜。」

## 外部連結
- 北京故宮博物院－多寶塔碑（页面存档备份，存于）
- 書法空間－多寶塔碑 （页面存档备份，存于）